# 石刀

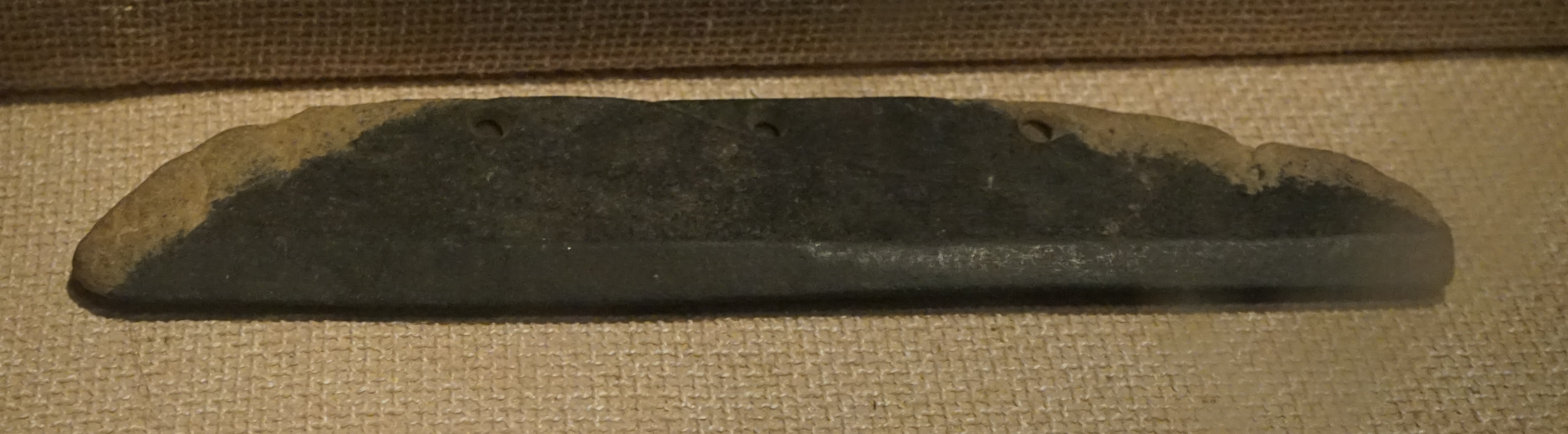
黑龙江省绥化市兰西县河口北山遗址出土的三孔石刀（绥化市博物馆）

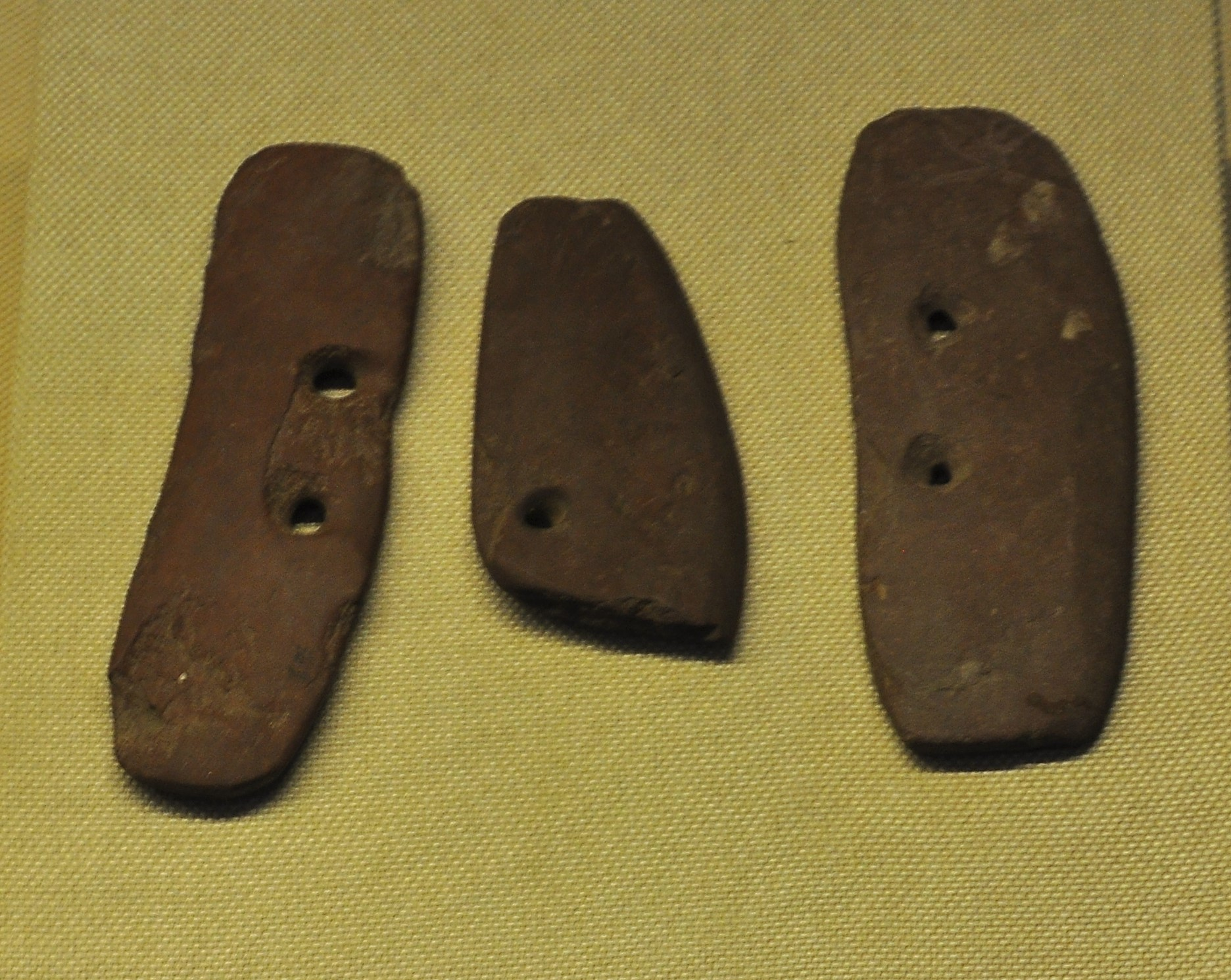
云南省大理州剑川县海门口遗址出土石刀（云南省博物馆）

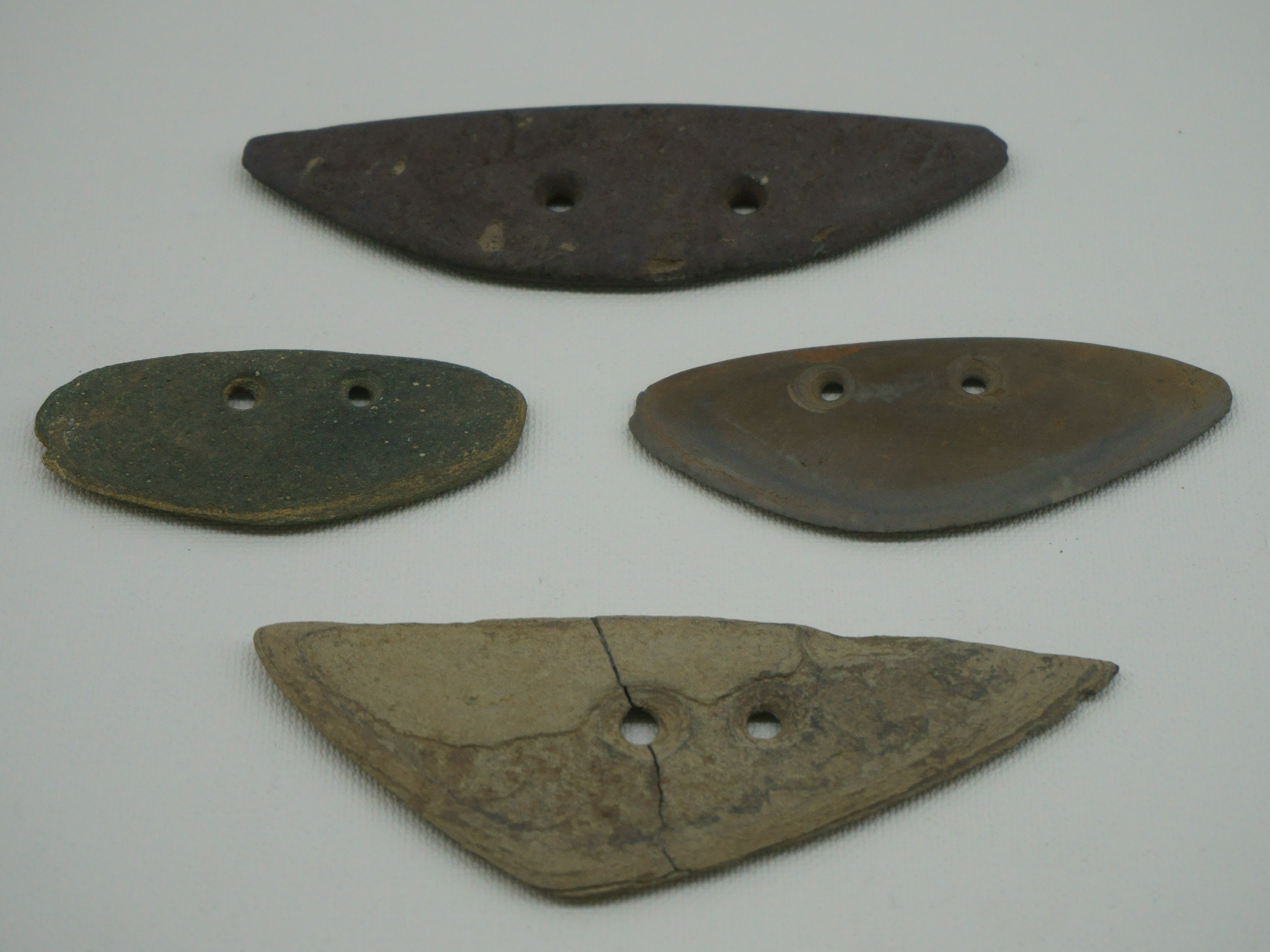
日本佐贺县吉野里遗址出土石刀（吉野里遗址展示室）

《古今圖書集成·博物彙編·藝術典·第八卷》所绘制的粟鋻。

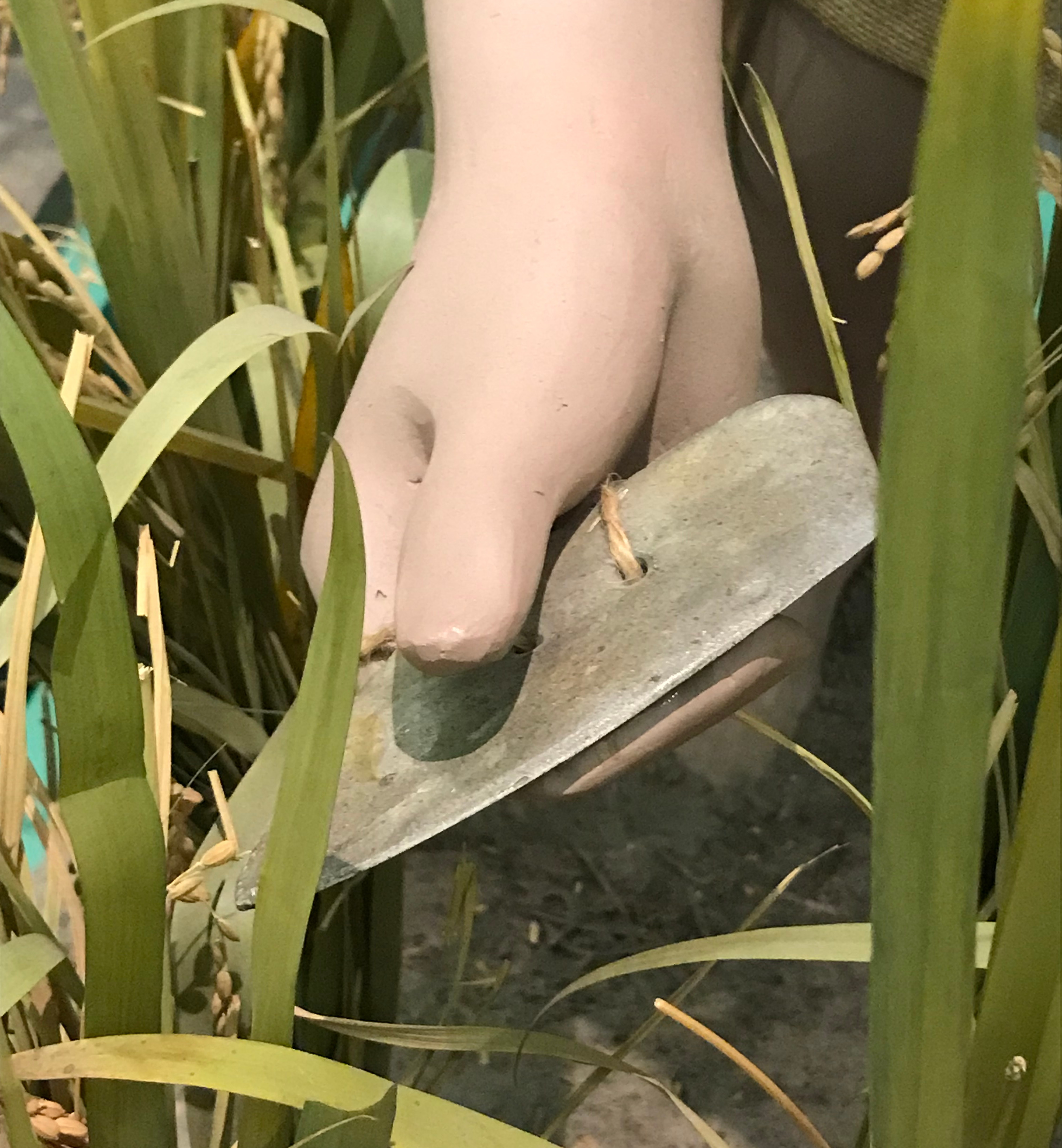
滋贺县立安土城考古博物馆展示的石刀使用方式模型

石刀，多为收割用的农具，在新石器时代至青铜时代广泛分布于东亚大陆，并随着稻作农业在弥生时代传入日本。也有蚌质和陶质的。铁器时代后改为铁质，即铚、粟鋻，现代农村又称爪镰、捻刀等。《说文解字》中记载：“铚，获禾短镰也。”《释名》中记载：“铚铚，断禾穗也。”